# Hueso
Los huesos son órganos rígidos que forman el endoesqueleto de muchos animales, como los seres humanos. Poseen varias funciones: forman una estructura sólida para el sostenimiento del cuerpo, protegen órganos muy sensibles como el cerebro, hacen posible el movimiento al servir como lugar de inserción a los músculos y producen las células que forman parte de la sangre (hematopoyesis). El conjunto organizado de las piezas óseas (huesos) forma el esqueleto o sistema esquelético. Cada pieza cumple una función en particular y de conjunto en relación con las piezas próximas a las que está articulada.
En el hueso existen diferentes variedades de tejido. El principal es el tejido óseo, un tipo especializado de tejido conectivo firme, duro y resistente que está compuesto por células (osteocitos) y componentes extracelulares calcificados que le proporciona gran dureza. Los huesos poseen una cubierta superficial de tejido conectivo fibroso llamado periostio y presentan superficies articulares que están revestidas por tejido cartilaginoso. En el interior de los huesos se encuentra la médula ósea, formada por tejidos blandos que incluyen el tejido hematopoyético que produce las células de la sangre y tejido adiposo (grasa). Cuenta además con vasos sanguíneos y nervios que irrigan e inervan su estructura.
El hueso es un órgano vivo que contiene células y vasos sanguíneos que le aportan oxígeno y nutrientes. Se encuentra en constante proceso de remodelación, aumenta de tamaño tanto en longitud como en grosor durante la infancia y la adolescencia, y es capaz de autorregenerarse después de sufrir una fractura, proceso que se conoce como consolidación ósea. Responde a la acción de diferentes hormonas circulantes, como la calcitonina, la parathormona y la hormona del crecimiento.
La presencia de cristales de fosfato cálcico en la matriz extracelular y su disposición espacial otorgan al tejido óseo unas propiedades físicas especiales de dureza, resistencia, ligereza y cierta flexibilidad que lo hacen idóneo para cumplir su función estructural como sostén. Sin embargo, el hueso no es la sustancia de mayor dureza del organismo pues es superada por el esmalte dental.
La idea de considerar al hueso como una estructura mineral inerte es errónea y está condicionada por el hecho de que después de la muerte la matriz intercelular mineralizada perdura, conservándose durante largo tiempo. Sin embargo, estos restos óseos no son verdaderos huesos aunque conserven la forma, pues han perdido los vasos sanguíneos, los nervios, la médula ósea, todas las células vivas y carecen de capacidad de crecimiento y regeneración.

## Estructura

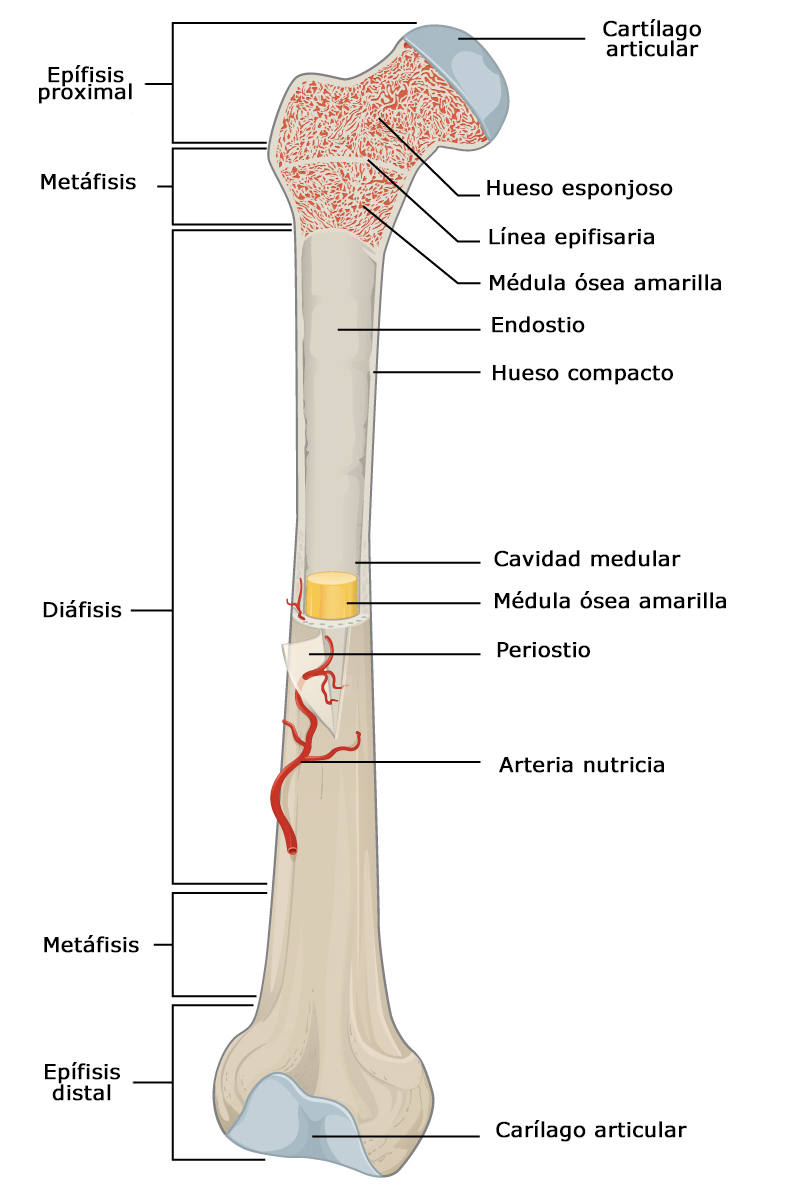
Fémur humano

Los huesos que forman el esqueleto constan de varias partes:
- Diáfisis. Se llama diáfisis a la porción central o cuerpo de los huesos largos.[3]
- Epífisis. Se llama epífisis a cada uno de los extremos de los huesos largos.
- Metáfisis. Se llama metáfisis a una zona intermedia de los huesos largos que está situada entre la zona central (diáfisis) y los extremos (epífisis).
- Cartílago articular. Es una estructura formada por tejido cartilaginoso que se interpone entre los extremos de dos huesos adyacentes, permitiendo el deslizamiento de las superficies en contacto gracias a que presenta un coeficiente de fricción muy bajo. No tiene vasos sanguíneos y se nutre a través de las moléculas del líquido sinovial que penetran en su superficie. Está formado por células especializadas llamadas condrocitos y una matriz extracelular compuesta por fibras de colágeno tipo II.[4]
- Periostio. Membrana de tejido conectivo fibrosa y resistente que cubre los huesos por su superficie externa.
- Cavidad medular. Es un espacio sin tejido óseo ubicado en la zona central de la diáfisis de los huesos largos. La cavidad medular esta rellena por médula ósea amarilla, tejido formado por células adiposas que almacenan importantes cantidades de triglicéridos que suponen una reserva energética. No debe confundirse la médula ósea amarilla con la médula ósea roja, también presente en los huesos, que tiene la función de producir las células sanguíneas.
- Endostio. Membrana delgada del tejido conjuntivo que tapiza la superficie interior de la cavidad medular de los huesos largos.[5][6]
- Arteria nutricia. El hueso necesita sangre que le aporte a sus células oxígeno y nutrientes. Por ello cada hueso esta irrigado por una arteria nutricia que penetra en su estructura a través de un pequeño orificio llamado agujero nutricio, una vez en el interior se divide en ramas progresivamente más pequeñas que se distribuyen por todas las áreas del hueso.

## Tejido óseo
El tejido óseo es el componente principal del hueso, está formado por células y sustancia extracelular, también llamada matriz ósea. Las células representan únicamente el 2 % del tejido, mientras que la matriz extracelular es el 98 %.
- Células: Las células pueden ser de varios tipos: células osteoprogenitoras (células madre), osteocitos, osteoblastos y osteoclastos.
- Matriz extracelular: Está formada en un 70 % por sustancia inorgánica rica en calcio y fósforo (hidroxiapatita) y en un 30 % por materia orgánica, principalmente fibras de colágeno. Los cristales de hidroxiapatita se disponen alrededor de las fibras de colágeno formando un armazón con excepcionales propiedades mecánicas que le da al hueso su gran resistencia.[7]

### Células

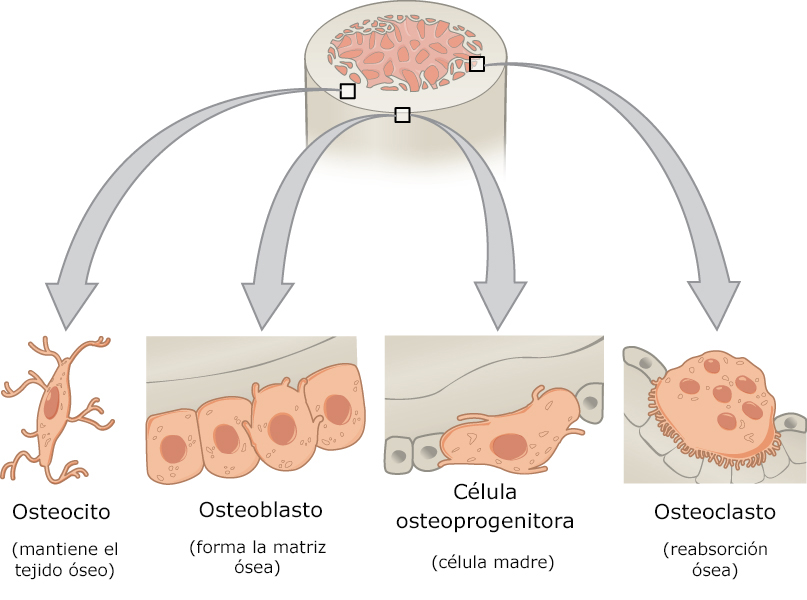
Células óseas

En el tejido óseo maduro y en desarrollo, se pueden diferenciar cuatro tipos de células: osteoprogenitoras, osteoblastos, osteocitos y osteoclastos. Los tres primeros son estadios funcionales de un único tipo celular.
- Células osteoprogenitoras u osteógenas. Son células madre derivadas del tejido mesenquimal, se dividen activamente y dan origen a los osteoblastos.
- Osteoblastos. Son células formadoras de matriz ósea. Son células muy voluminosas que se localizan en la superficie ósea, contienen fosfatasa alcalina y producen colágeno de tipo I.
- Osteocitos. Representan más del 90 % de las células del tejido óseo. Proceden de los osteoblastos y su función principal es mantener y renovar la matriz ósea. Son residentes fijos del hueso y su vida media es de alrededor de 25 años.[9]
- Osteoclastos. Tienen como función la resorción ósea. Se localizan en el endostio, donde liberan enzimas lisosómicas y ácido que actúan sobre la matriz ósea digiriéndola.

## Funciones

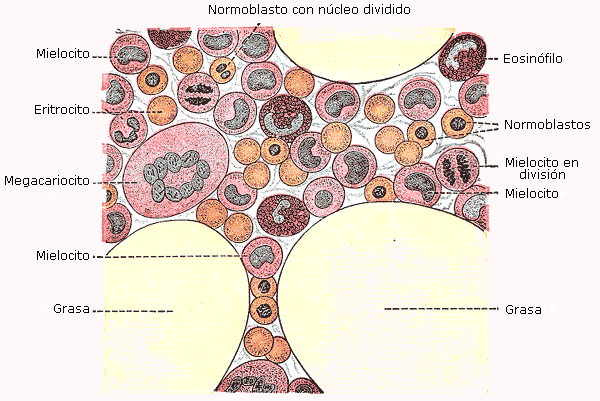
Ilustración de las células hematopoyéticas en la médula ósea roja

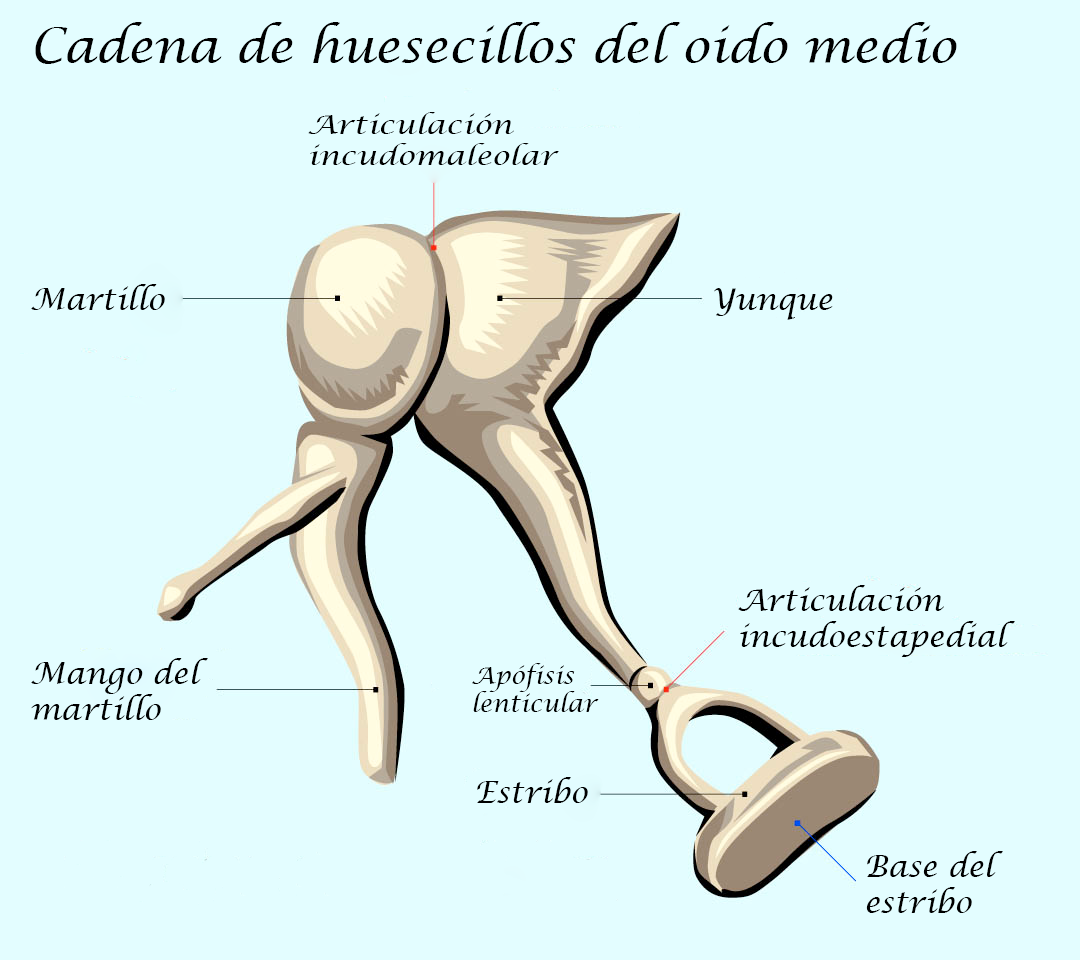
La cadena de huesecillos situada en el oído medio tiene gran importancia en el proceso de audición

Los huesos poseen varias funciones, entre ellas mecánicas, metabólicas y de síntesis de las células sanguíneas.

### Funciones mecánicas
- Protección: Los huesos forman diversas cavidades que protegen a los órganos vitales de posibles traumatismos. Por ejemplo, el cráneo o calota protege al cerebro de traumatismos que pueden dañarlo, y la caja torácica (costillas y el esternón), protege los pulmones y el corazón.[2]
- Sostén: Los huesos forman una estructura rígida, que se encarga del sostén de los órganos y tejidos blandos.[2]
- Movimiento: Los músculos para generar los movimientos voluntarios se unen mediante los tendones a la superficie de los huesos.[2]
- Transducción de sonido: Los huesos son importantes en el aspecto mecánico de la audición en la que interviene la cadena de huesecillos situada en el oído medio formada por el martillo, el yunque y el estribo.

### Hematopoyesis
- Hematopoyesis: La médula ósea roja, que se encuentra en el tejido esponjoso de los huesos largos encargada de la formación de las células sanguíneas.

### Funciones metabólicas
- Almacenamiento de minerales: Los huesos actúan como centros de almacenamiento de las reservas minerales más importantes del cuerpo, sobre todo de calcio y fósforo, acumulando el 99 % de calcio del organismo. Dependiendo de las necesidades, pueden liberar minerales a la circulación sanguínea para distribuirlos a otros órganos que los necesitan para diversas funciones.[2]
- Almacenamiento de grasa: La médula ósea amarilla actúa como reservorio de ácidos grasos, importantes para la homeostasis energética.
- Función endocrina: Los osteocitos y osteoblastos secretan varias sustancias implicadas en diferentes funciones metabólicas, por lo que actualmente se considera al hueso como un órgano con función endocrina. Entre ellas el factor de crecimiento fibroblástico 23 (FGF-23), que actúa sobre los riñones para reducir la reabsorción de fosfato y la osteocalcina que aumenta la secreción de insulina por el páncreas, disminuye el nivel de glucosa plasmática y aumenta la sensibilidad a la insulina.[10][11]

## Formación de los huesos

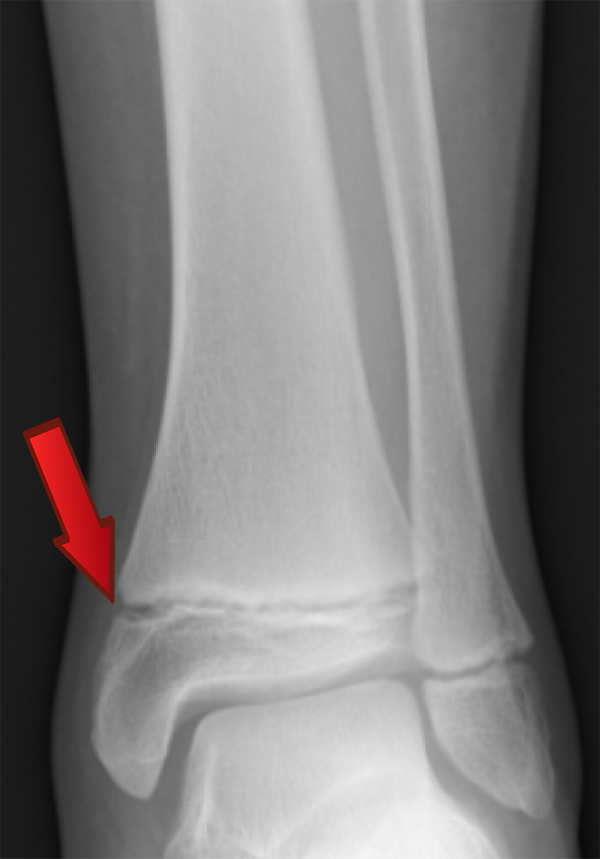
Radiografía del extremo inferior de la tibia y el peroné. La flecha roja indica la situación del cartílago de crecimiento de la tibia.

En el periodo embrionario no existen huesos, las estructuras equivalentes están formadas por un molde de tejido mesenquimal o por cartílago hialino. A medida que se produce el crecimiento, tiene lugar de forma progresiva el proceso de osteogénesis (formación de hueso) y osificación. Este se inicia en los puntos de osificación que son en realidad cúmulos de células formadoras de hueso u osteoblastos.
Existen dos tipos de osificación:
- Osificación intramembranosa (alostasis o directa). La osificación tiene lugar a partir de un molde mesenquimatoso que se transforma en hueso. Es típica de los huesos planos que constituyen el cráneo.
- Osificación endocondral (autostosis o indirecta). El molde mesenquimatoso se transforma en primer lugar en tejido cartilaginoso y posteriormente a través de puntos de osificación en tejido óseo maduro. Es típica de los huesos largos como los que forman las extremidades. Se forma un punto de osificación en la diáfisis que avanza en dirección a las epífisis, posteriormente aparecen centros secundarios en las epífisis. Mientras persiste el periodo de crecimiento en longitud de los huesos, existe una estructura denominada cartílago de crecimiento que se sitúa entre las epífisis y la diáfisis de los huesos largos. Cuando los huesos alcanzan su longitud máxima este cartílago desaparece.[13][14]

## Remodelación ósea
El hueso es un tejido dinámico que se encuentra en un proceso continuo de renovación. Se ha calculado que en un año se reemplaza alrededor del 5 % del hueso cortical y un 20 % del trabecular, por lo que esqueleto se renueva totalmente cada 10 años por término medio. La renovación del hueso es necesaria entre otros motivos para la reparación del daño tisular.
El proceso se inicia por la actividad de los osteoclastos que destruyen el hueso en pequeñas áreas localizadas, a continuación los osteoblastos lo reparan creando nueva matriz intercelular y facilitando la mineralización. El balance entre la reabsorción y la formación óseas es un proceso complejo que está determinado en parte genéticamente y en el que influyen factores nutricionales y hormonales. El remodelado óseo tiene lugar durante toda la vida de un individuo, pero solo es positivo hasta los 30 años en la especie humana, edad en la que se alcanza el máximo de masa ósea, la cual se mantiene bastante estable hasta los 50, momento en que empieza a disminuir, lo que condiciona mayor tendencia a las fracturas.

## Factores hormonales
Las hormonas son mensajeros químicos que actúan en un lugar del organismo diferente al sitio en que se producen. Existen varias hormonas que desempeñan importantes funciones en la fisiología ósea. Algunas de las más importantes son las siguientes:
- Parathormona. Es producida por las glándulas paratiroides, produce reabsorción del hueso y aumento del nivel de calcio en sangre.
- Calcitonina. Es producida por las células C del tiroides. Tiene un efecto contrario a la parathormona, inhibe la reabsorción ósea y disminuye el nivel de calcio en sangre.
- Vitamina D. Favorece la absorción de calcio y fosfato por el intestino y la mineralización del hueso.
- Hormonas tiroideas. Estimula la producción de hueso y su mineralización. La deficiencia de hormona tiroidea durante el periodo de crecimiento conduce al cretinismo que se caracteriza por talla baja y diferentes alteraciones en los huesos.
- Hormona del crecimiento. Estimula la acción de los osteoblastos aumentando la producción de hueso
- Andrógenos. Son las hormonas masculinas, producen incremento de la densidad ósea.
- Estrógenos. Son las principales hormonas femeninas, favorecen la formación de hueso nuevo por activación de los osteoblastos e inhibición de los osteoclastos. La deficiencia de estrógenos en la mujer favorece la aparición de osteoporosis.
- Insulina. Estimula la síntesis de matriz ósea.
- Glucocorticoides. Favorecen la desmineralización del hueso e inhiben la acción de los osteoblastos.

## Clasificación

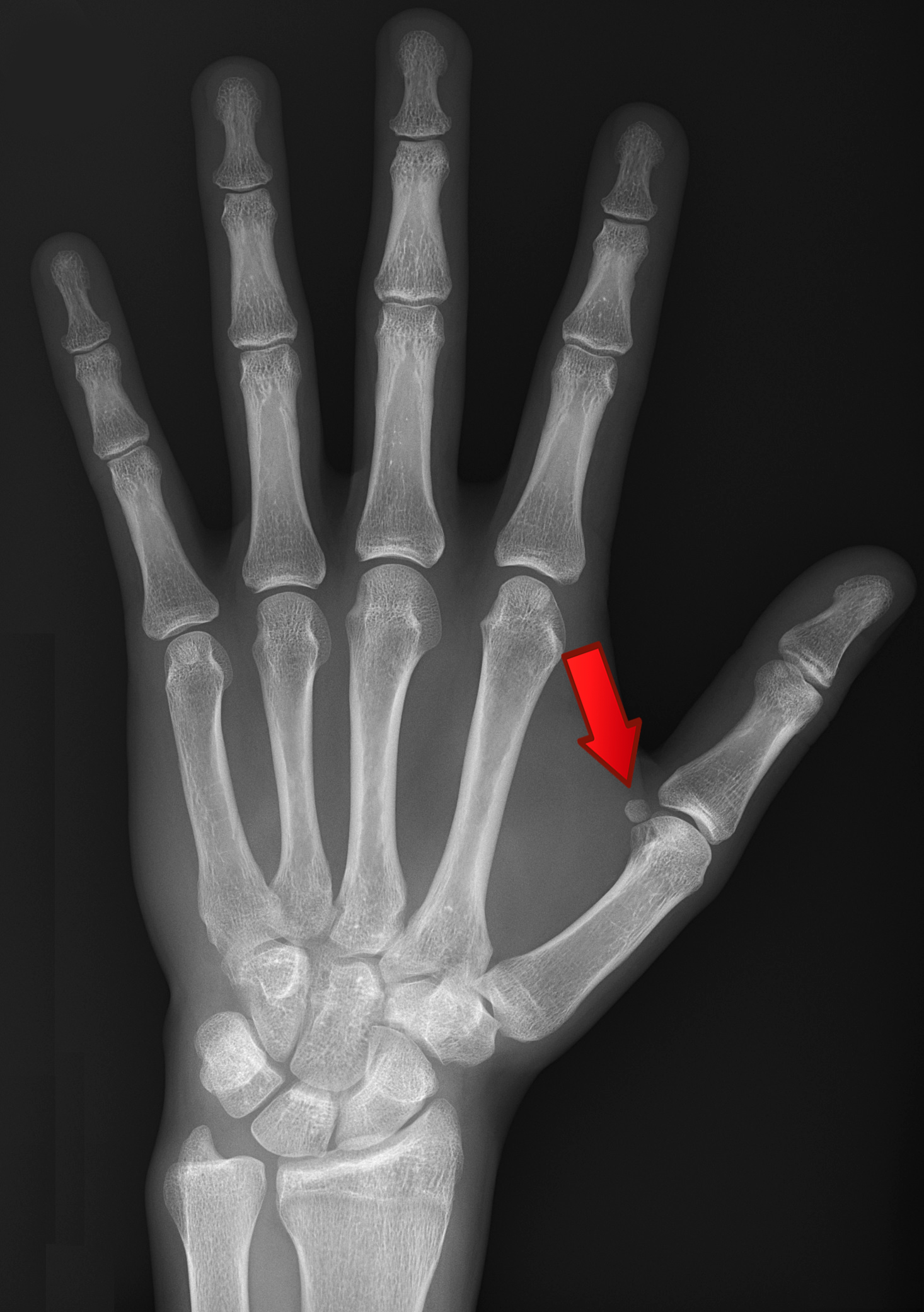
Radiografía de la mano izquierda normal de un adulto. La flecha indica la ubicación de un hueso sesamoideo claramente visible junto a la articulación metacarpofalángica del pulgar.

### Huesos largos
Los huesos largos presentan una forma cilíndrica, donde predomina la longitud sobre el ancho y grosor. Se dividen en tres porciones: un cuerpo (diáfisis) y dos extremos (epífisis), generalmente se encuentran en los miembros locomotores. Ejemplos: húmero, fémur, etc.

### Huesos cortos
Los huesos cortos presentan una forma cuboide, no predomina ninguna de sus dimensiones, su función es de amortiguamiento. Ejemplos: huesos del carpo y tarso. Estas tienen aproximadamente la misma longitud que ancho. Los huesos cortos se ubican en las articulaciones de la muñeca y el tobillo y proporcionan estabilidad y permiten algunos movimientos.

### Huesos planos
Su principal característica es que son más anchos y largos que gruesos, su función es la de proteger tejidos blandos e inserción de grandes masas musculares. Ejemplos: escápula u omóplato, huesos del cráneo y coxal.

### Huesos irregulares
No presentan forma o división predominante para su agrupación, son impares y se localizan en la línea media, sus funciones son variables aunque la de mayor importancia es la protección del sistema nervioso central. Ejemplo: vértebras.

### Huesos sesamoideos
Son pequeñas estructuras de tejido óseo con forma más o menos ovaladas y número inconstante que se localizan en las proximidades de los tendones. Su función es la de disminuir la fricción y alteran la dirección en que se realiza la tracción muscular. Los más importantes se localizan junto a la articulación metatarsofalángica del primer dedo del pie. La rótula, aunque se estudia de forma independiente, está considerada un hueso sesamoideo de gran tamaño. Pueden sufrir fracturas y presentar procesos inflamatorios que se conocen como sesamoiditis.

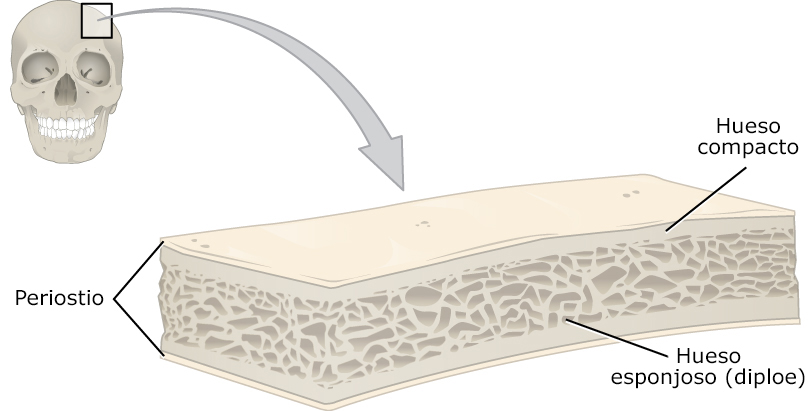
Estructura de un hueso plano

## Tipos de tejido óseo
Existen dos tipos de tejido óseo que se diferencian macroscópicamente y microscópicamente y se llaman hueso compacto o cortical y hueso esponjoso o trabecular. Sin embargo no hay un límite perfectamente marcado entre las dos áreas existiendo una pequeña zona de transición.

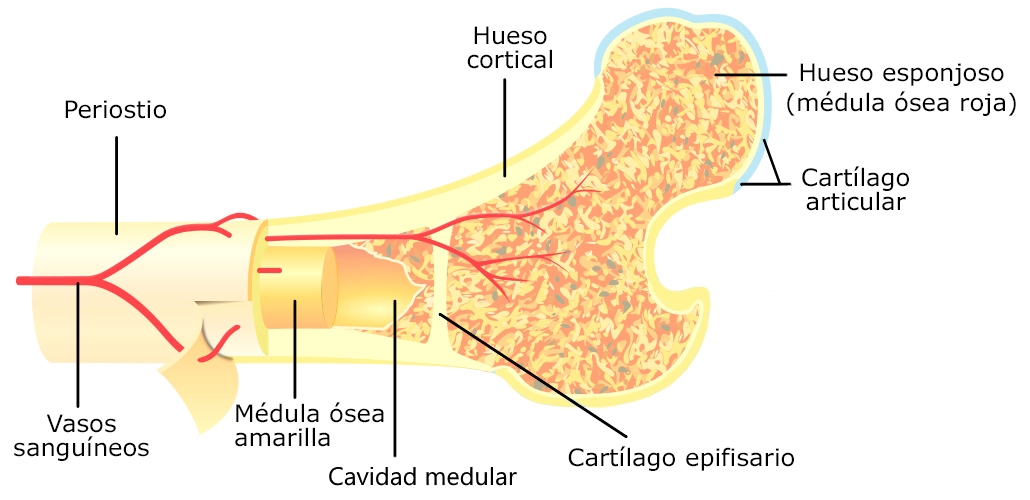
Sección transversal del fémur en la que puede observarse el hueso cortical o compacto y el esponjoso o trabecular

### Hueso compacto (cortical)

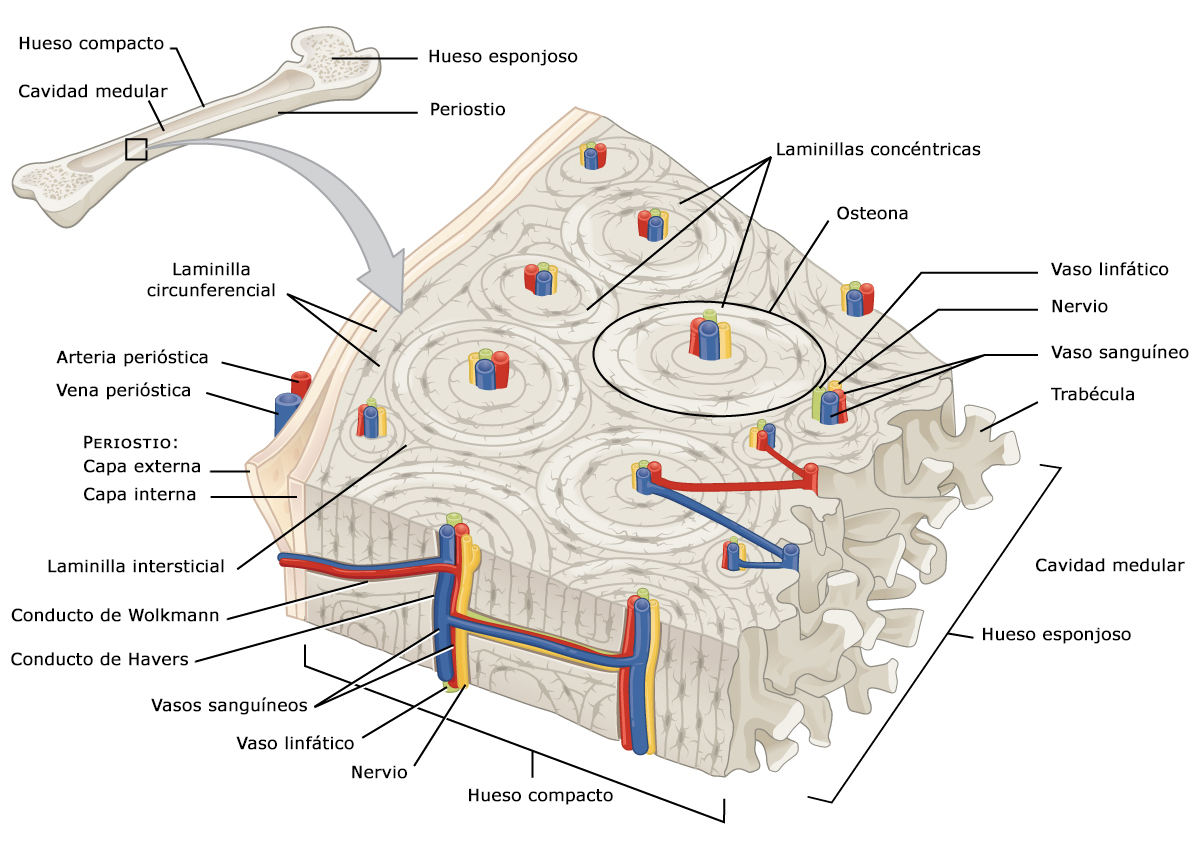
Estructura del tejido óseo compacto

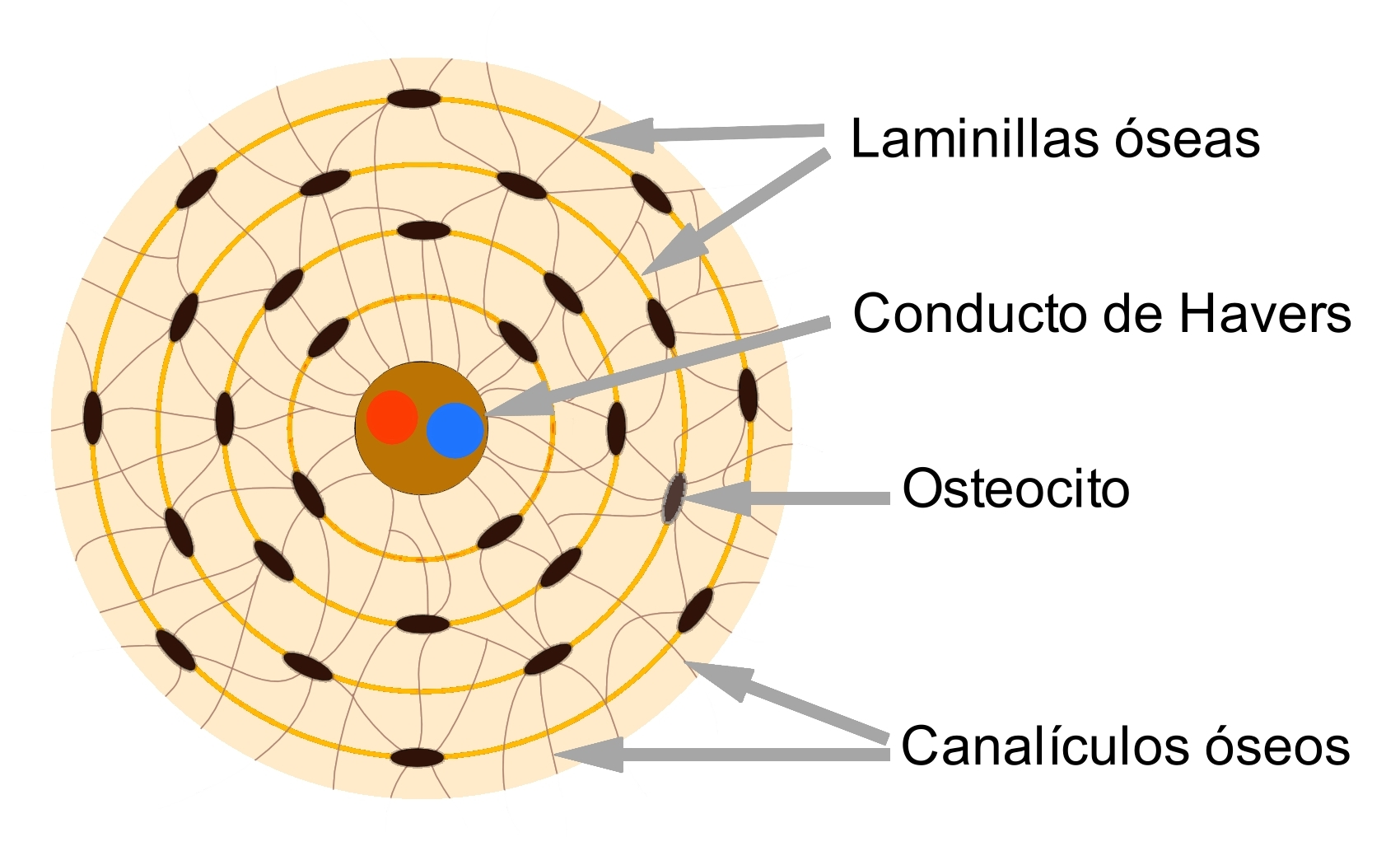
Sección de una osteona

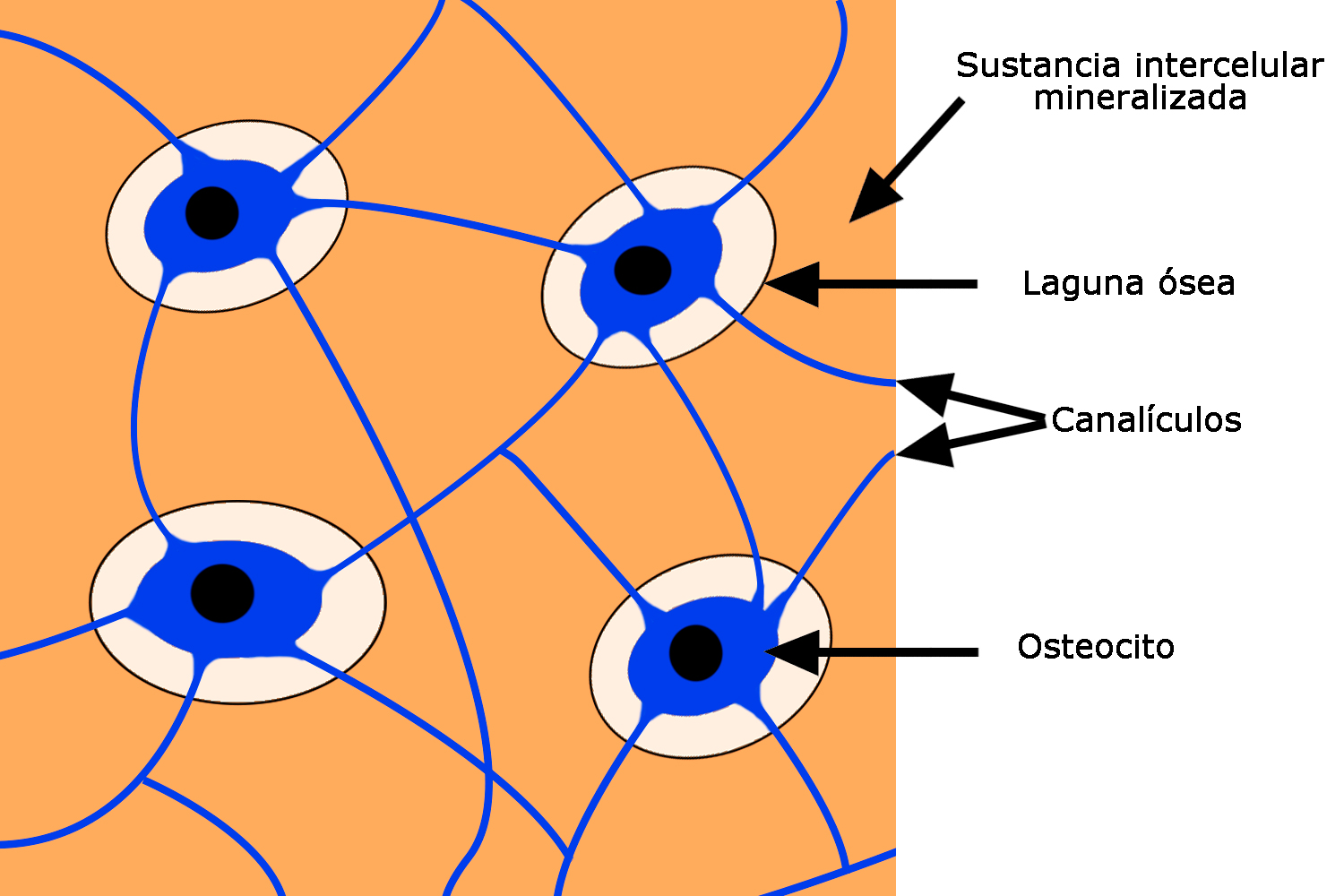
Osteocitos incluidos en la matriz ósea

La capa exterior dura de los huesos está compuesta de hueso cortical, que también se llama hueso compacto, ya que es mucho más denso que el hueso esponjoso, su apariencia es suave, blanca y sólida, el tejido óseo compacto o hueso cortical representa el 80 % de la masa ósea del esqueleto. Se encuentra en la diáfisis o porción central de los huesos largos, en la región exterior e interior de los huesos planos y en distintas zonas del resto de los huesos. Está constituido por capas concéntricas de laminillas óseas que forman estructuras cilíndricas llamadas osteonas,.
Facilita las funciones principales de los huesos: dar apoyo a todo el cuerpo, proteger los órganos, proporcionar palancas para el movimiento y almacenar y liberar elementos químicos, principalmente calcio. Consiste en múltiples columnas microscópicas, cada una de las cuales se llama osteón o sistema de Havers.
En el centro de los osteonas se encuentran los conductos de Havers por donde transitan los vasos sanguíneos. Los conductos de Volkmann transversales sirven para conectar varios conductos de Havers entre sí. La estructura resultante podría considerarse como un conjunto de columnas unidas por lo que presenta gran resistencia a las fuerzas de compresión.
En las laminillas se ubican lagunas embutidas en el matriz mineralizada que contienen osteocitos (célula principal del tejido óseo), desde cada laguna irradian pequeños canalículos ramificados que las comunican entre sí y hacen posible la nutrición de las células.

### Hueso esponjoso o trabecular
El hueso esponjoso o trabecular no contiene osteonas, sino que las láminas intersticiales se disponen de forma irregular formando unas placas llamadas trabéculas. Estas placas forman una estructura esponjosa en la que se intercalan huecos llenos de médula ósea roja.
Dentro de las trabéculas se encuentran los osteocitos. Los vasos sanguíneos penetran directamente en el hueso esponjoso y permiten el intercambio de nutrientes y oxígeno entre la sangre y los osteocitos.
El hueso esponjoso representa el 20 % de la masa ósea total y se encuentra en los extremos o epífisis de los huesos largos y el interior de otros huesos.
El hueso esponjoso tiene una relación superficie-volumen más alta que el hueso cortical y es menos denso, esto lo hace más débil y flexible. El hueso esponjoso se encuentra típicamente en los extremos de los huesos largos, cerca de las articulaciones y en el interior de las vértebras, está muy vascularizado y a menudo contiene médula ósea roja donde se produce la hematopoyesis, es decir la producción de células sanguíneas (plaquetas, glóbulos rojos y glóbulos blancos).
La unidad anatómica y funcional primaria del hueso esponjoso es la trabécula, las trabéculas están alineadas hacia la distribución de la carga mecánica que experimenta un hueso dentro de huesos largos como el fémur.
En cuanto a los huesos cortos, se ha estudiado la alineación trabecular en el pedículo vertebral, las formaciones delgadas de osteoblastos cubiertos de endostio crean una red irregular de espacios, conocidos como trabéculas, dentro de estos espacios se encuentran la médula ósea y las células madre hematopoyéticas
La médula trabecular está compuesta por una red de elementos en forma de varillas y placas que hacen que el órgano en general sea más liviano y dejan espacio para los vasos sanguíneos y la médula, el hueso trabecular representa el 20 % restante de la masa ósea total, pero tiene casi diez veces la superficie del hueso compacto. 

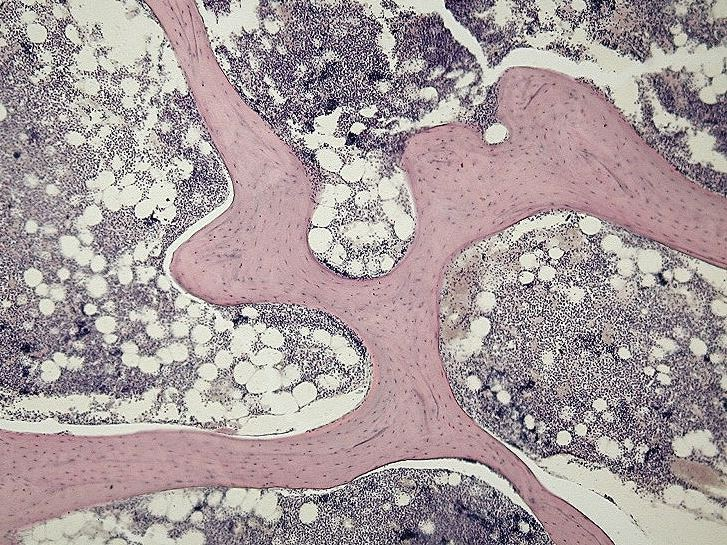
Micrografía de hueso esponjoso
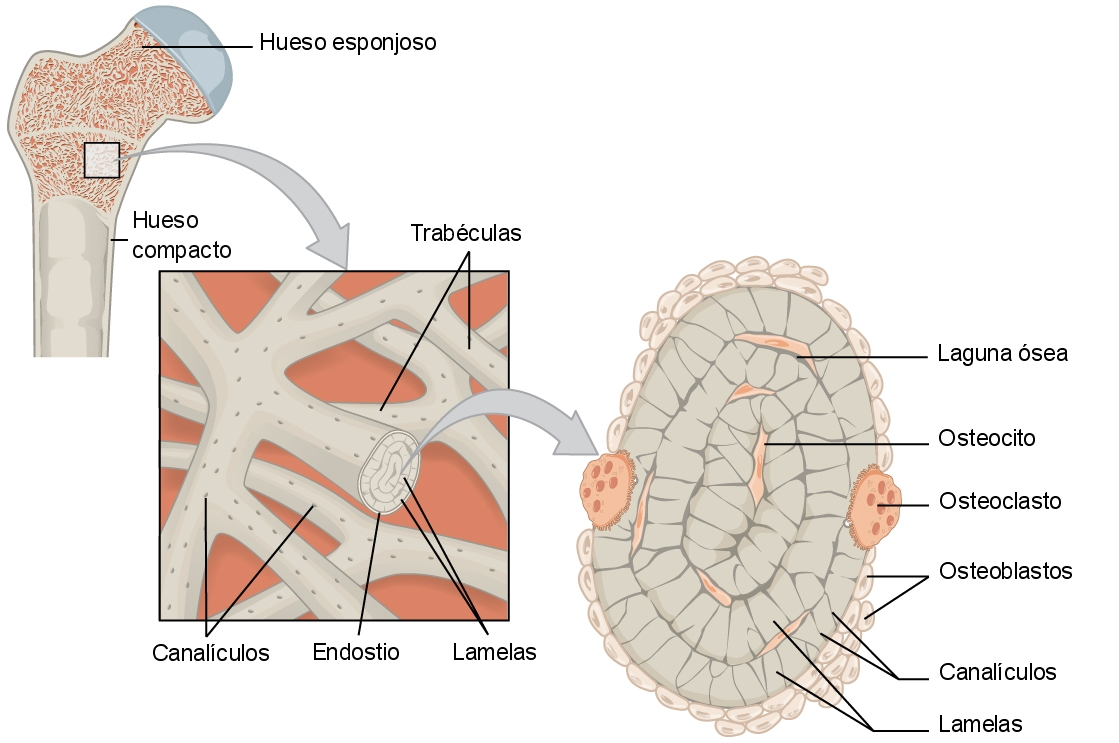
Estructura del hueso esponjoso
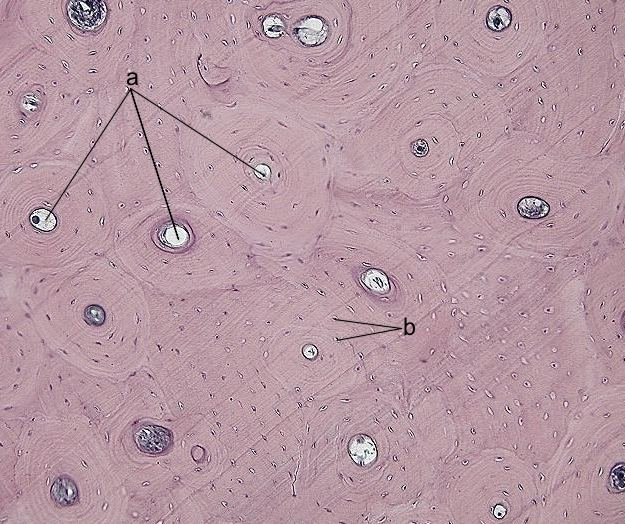
Hueso compacto: a. Conductos de Havers, b. Lagunas con osteocitos
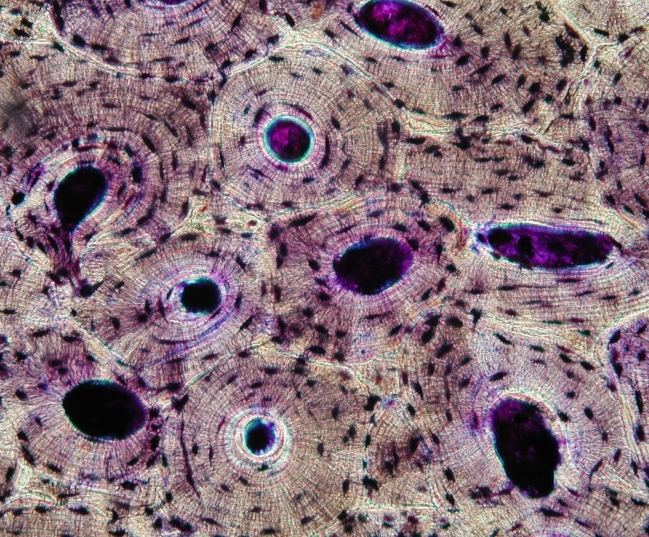
Hueso compacto. Corte transversal
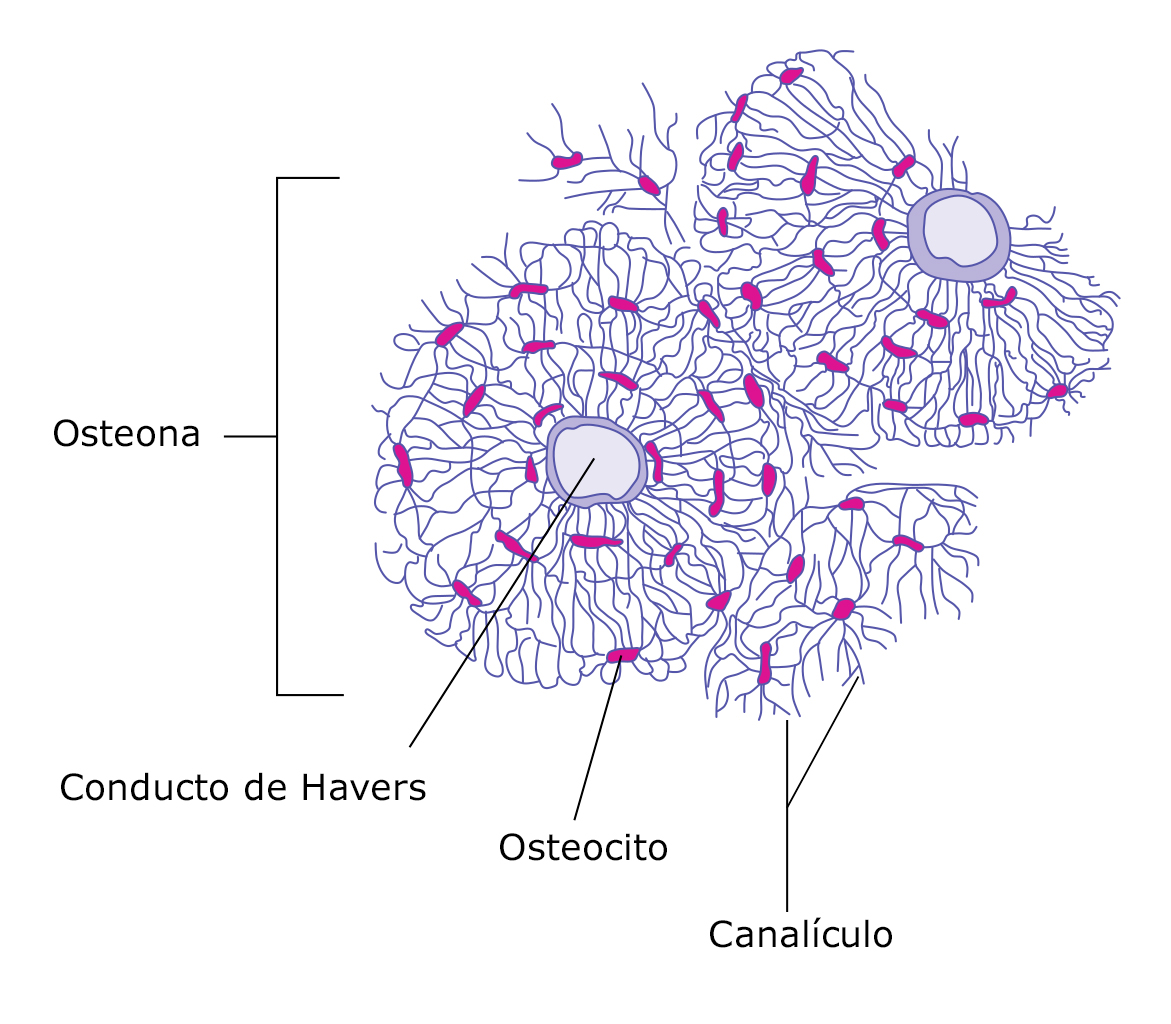
Sección de hueso compacto

## Médula ósea

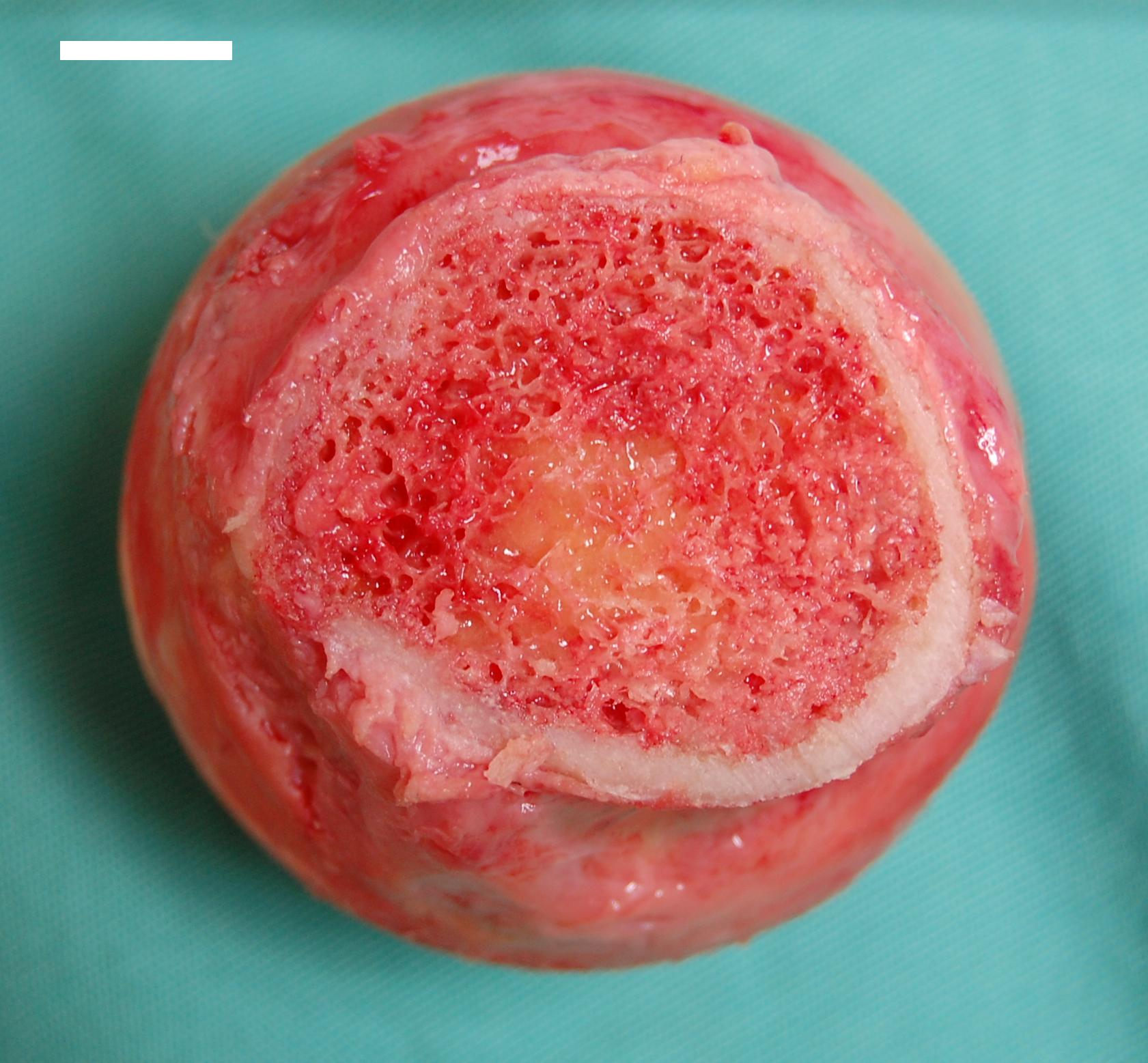
Médula ósea roja

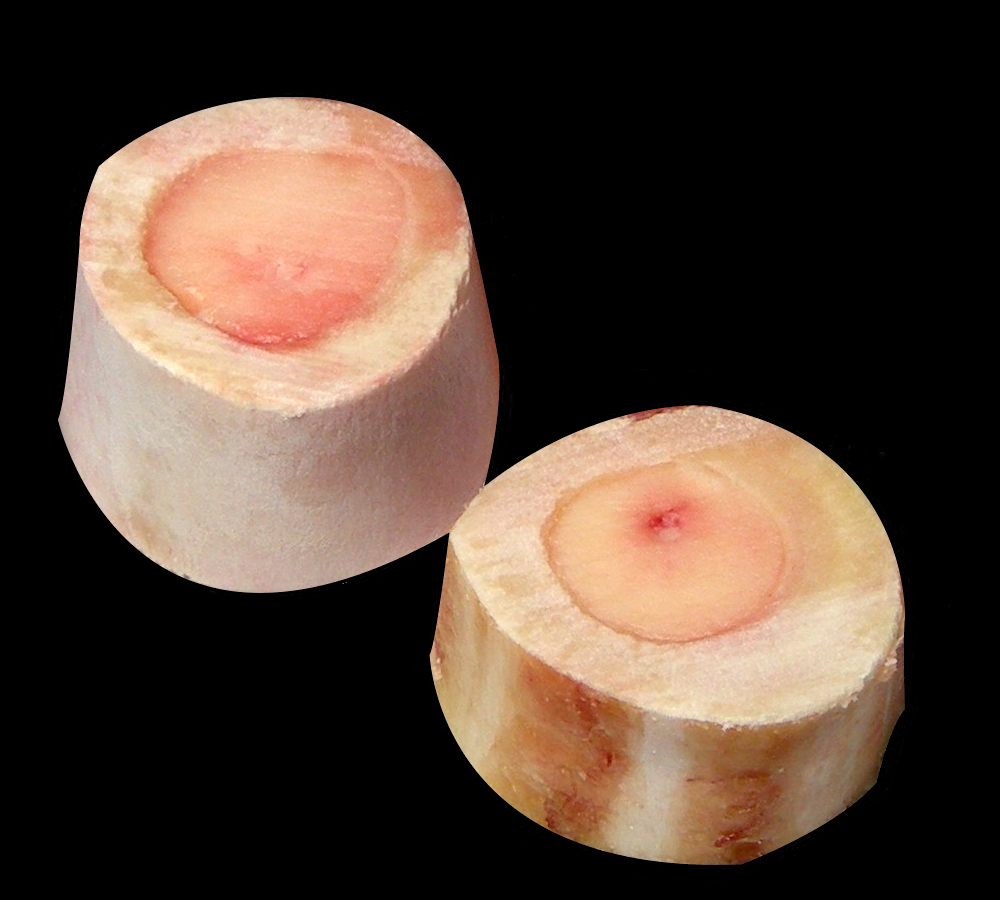
Sección de un hueso largo. Puede observarse en su interior la cavidad medular repleta de médula ósea amarilla.

Se llama médula ósea a un tipo de tejido blando que se encuentra en el interior de los huesos. Por término medio, representa alrededor del 4 % del peso total de un adulto humano, por lo tanto una persona de 65 kg cuenta con 2.6 kg de este tejido. Pueden diferenciarse dos tipos: médula ósea roja y médula ósea amarilla.
- Médula ósea roja. En ella se fabrican las células que pasan a formar parte de la sangre, por lo que recibe el nombre de tejido hematopoyético. En un adulto humano se localiza principalmente en el esternón, costillas, cráneo, columna vertebral, pelvis, escápula y los extremos o epífisis de los huesos largos. Tiene una función crucial pues genera los hematíes que transportan el oxígeno a las células, los glóbulos blancos o leucocitos que permiten combatir los procesos infecciosos y las plaquetas que hacen que se coagule la sangre cuando se produce la rotura de algún vaso sanguíneo. Si la médula ósea roja no cumple su función se produce una situación muy grave que hace peligrar la vida.[1][2] Está constituida por un 60 % de células hematopoyéticas y un 40 % de adipocitos. Su composición aproximada es 40 % de grasa, 40 % de agua y 20 % de proteínas. Produce cientos de millones de células por día que se incorporan a la sangre mediante los vasos capilares que la atraviesan.[18]
- Médula ósea amarilla. Está formada principalmente por grasa y no participa apenas en la hematopoyesis. Se localiza en la cavidad medular situada en la porción central o diáfisis de los huesos largos.[1][2] El 95 % de su peso son adipocitos y solo un 5 % son células hematopoyéticas. La composición aproximada es 80 % de grasa, 15 % de agua y 5 % de proteínas.

## Alteraciones de los huesos
El sistema esquelético está expuesto a patologías de naturaleza circulatoria, inflamatoria, neoplásica, metabólica y congénita, tal como los otros órganos del cuerpo. Los trastornos de los huesos son numerosos y variados.

### Osteocondrodisplasias

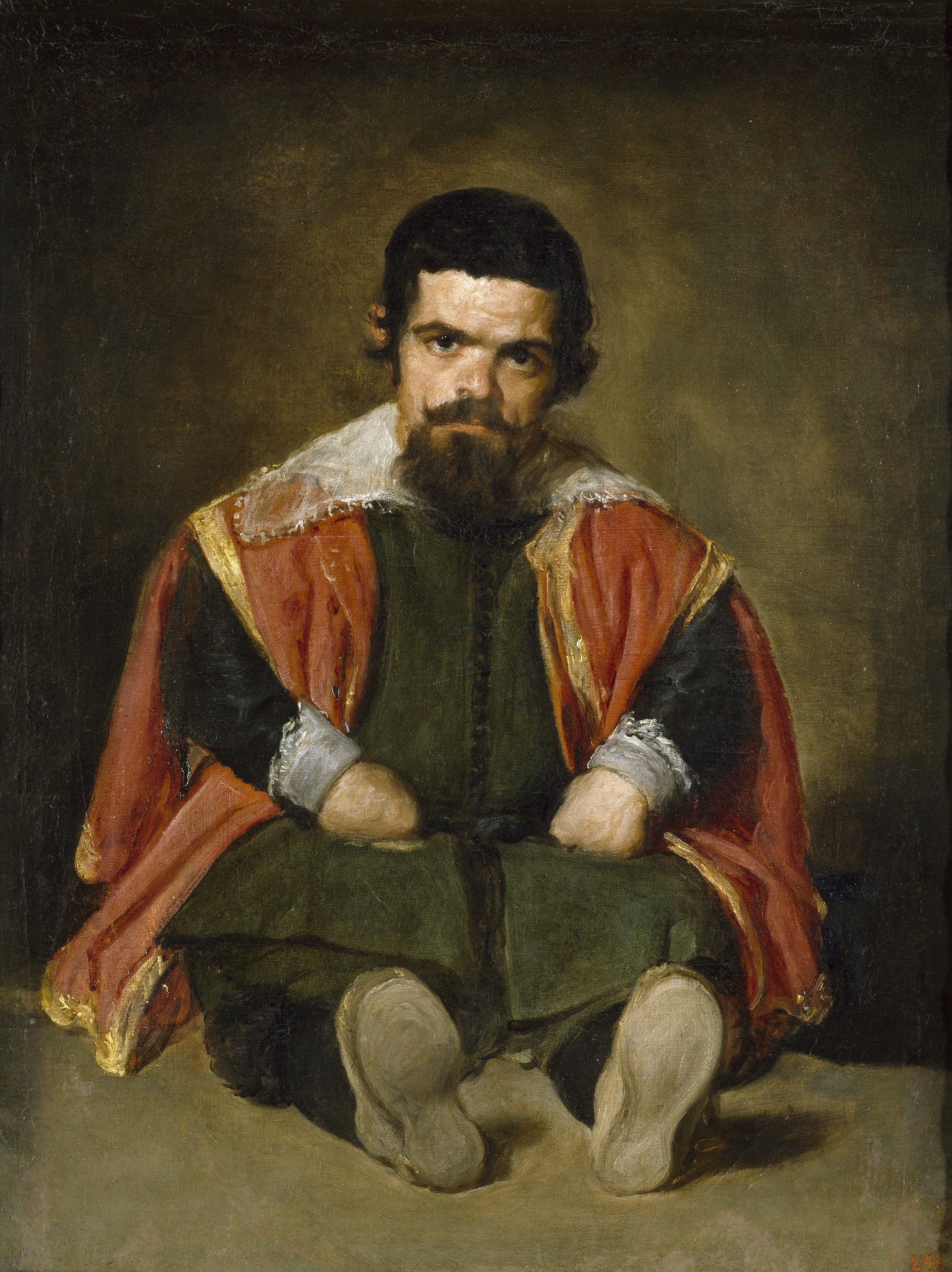
El bufón don Sebastián de Morra, un paciente afecto de acondroplasia, pintado por Velázquez.

Las osteocondrodisplasias, también llamadas displasias óseas, son un conjunto de enfermedades de origen congénito que producen una alteración en el tamaño forma o resistencia de los huesos, sobre todo de las extremidades y la columna vertebral, provocando con frecuencia talla baja o enanismo. Se han descrito más de 300 displasias óseas, la mayor parte de las cuales son trastornos de origen genético que se heredan según un patrón autosómico dominante, aunque lo más habitual es que se presenten casos esporádicos por mutaciones nuevas. Algunas de las entidades más conocida del grupo son la acondroplasia que provoca enanismo y la osteogénesis imperfecta, enfermedad congénita causada por la falta o insuficiencia del colágeno que se caracteriza porque los huesos de fracturan muy fácilmente, con frecuencia tras un pequeño traumatismo o a veces sin razón aparente.

### Fracturas

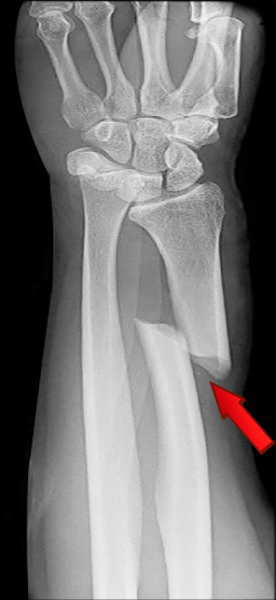
La flecha indica una fractura de radio en un antebrazo humano

Se entiende por fractura una solución de continuidad en algún punto del hueso. Generalmente está causada por un traumatismo que provoca una tensión que supera la resistencia del hueso, causando su rotura. Tienen tendencia a consolidar gracias a los mecanismos naturales de autorregeneración que se inician con la formación de un callo de fractura. En muchas ocasiones el tratamiento consiste en realizar una inmovilización del área mediante vendaje de yeso para facilitar la curación natural y evitar el desplazamiento de los fragmentos.

### Osteomielitis
La osteomielitis es un proceso infeccioso que afecta a la estructura del hueso y puede provocar su destrucción (osteonecrosis). Se debe a la existencia de microorganismos patógenos, generalmente bacterias, que llegan el hueso por contigüidad a través de los tejidos próximos o heridas abiertas, pero también por vía hematógena, es decir a través de la sangre. Puede diferenciarse osteomielitis aguda y crónica.

### Osteitis deformante
También llamada enfermedad de Paget, es un padecimiento crónico de causa no bien conocida. Origina agrandamiento y deformación de los huesos que debilita su estructura y provoca dolor y tendencia a las fracturas. Suele afectar a un área determinada del esqueleto.

### Osteoporosis

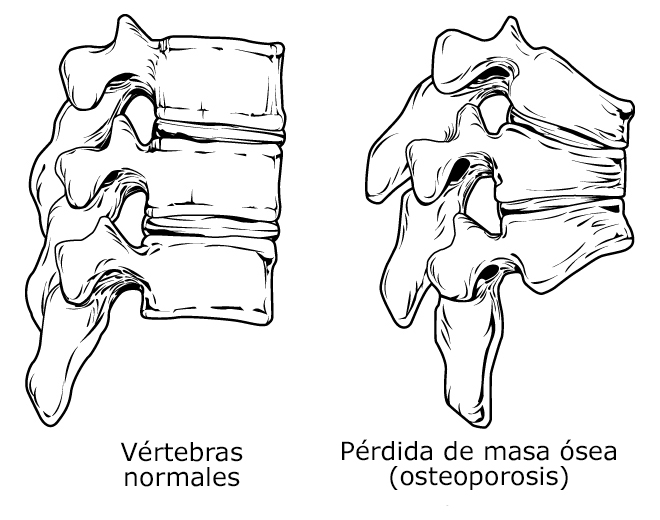

La osteoporosis es el término general para definir la porosidad del esqueleto causada por una reducción de la densidad ósea. En esta enfermedad existe una disminución de la resistencia del hueso, debido a una alteración en la remodelación ósea, por ello hay un descenso de la masa ósea, además de presentarse conductos amplios de reabsorción; en tanto que la concentración de calcio en la matriz es normal.
La osteoporosis secundaria es la más frecuente y suele aparecer asociada con la tercera edad y la menopausia. En homeostasis la unión del estrógeno con los osteoblastos a través de receptores específicos, estimula a los osteoblastos para producir y secretar matriz ósea. Con el decremento de la secreción de estrógeno por la menopausia, la actividad osteoclástica (reabsorción) se vuelve mayor que la osteoblástica (formación de tejido óseo nuevo), teniendo como consecuencia la reducción de la masa ósea, volviendo frágil al hueso, por incapacidad para el soporte de las fuerzas de tensión.
No obstante, hay un número considerable de causas secundarias de osteoporosis a cualquier edad que no suelen ser reconocidas ni valoradas, pero que se pueden identificar si se somete al paciente a una evaluación apropiada. Entre ellas destacan la deficiencia de calcio y vitamina D, la actividad física reducida, la enfermedad celíaca y la sensibilidad al gluten no celíaca no diagnosticadas ni tratadas, la diabetes mellitus, la insuficiencia renal, la acidosis tubular renal y los tratamientos con corticoides de larga duración. En las personas con enfermedad celíaca o sensibilidad al gluten no celíaca con enfermedad activa, causa la osteoporosis y no se limitan a posibles carencias nutricionales, sino también a procesos inflamatorios o autoinmunes, en los que el consumo de gluten provoca el desarrollo de autoanticuerpos que atacan a los huesos.

### Dolor óseo
Diferentes enfermedades puede causar dolor de huesos, entre ellas las siguientes:
- Endocrinológicas, tales como el hiperparatiroidismo, la osteoporosis y la insuficiencia renal.[28]
- Gastroenterológicas o sistémicas, tales como la enfermedad celíaca y la sensibilidad al gluten no celíaca (que cursan con frecuencia sin ningún síntoma digestivo), la enfermedad de Crohn y la colitis ulcerosa.[27][28][29]
- Hematológicas, como el síndrome de Cushing, el mieloma múltiple, la anemia de células falciformes.[28]
- Infecciosas, como la enfermedad de Lyme y la osteomielitis.[28]
- Neurológicas, como los las lesiones de la médula espinal y la degeneración vertebral.[28]
- Oncológicas, como las metástasis óseas y la leucemia.[28]
- Ortopédicas, como las fracturas, la artrosis y la osteítis deformante (también llamada enfermedad de Paget).[28]
- Pediátricas, como el raquitismo y la artritis juvenil idiopática.[28]
- Reumatológicas, como la espondilitis anquilosante, la artritis reumatoide y la gota.[28]

## Usos prácticos del hueso

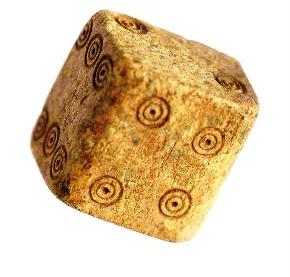
Dado antiguo fabricado con hueso

En el paleolítico superior se utilizó el hueso como materia prima para fabricar diversos utensilios o herramientas.
Entre los objetos artísticos más antiguos fabricados con hueso, se encuentra la hebilla del cinturón de san Césaire, obispo de Arlés, datada en el siglo VI, que representa a soldados romanos dormidos al lado de la tumba de Cristo. En la actualidad existen artesanos que utilizan el hueso como materia prima en diversas artes, por ejemplo los lauderos utilizan el hueso para las clavijas de distintos instrumentos de cuerda.

## Otros usos del término
La palabra hueso también puede denotar:
- El endocarpio duro y leñoso de las drupas, llamado también carozo.
- Figurativamente:
  - En Colombia, un espectáculo o chiste de muy mala calidad.
  - En Ecuador, una persona avara, mezquina o tacaña.
  - En Venezuela, un artículo que es imposible de vender por no tener utilidad práctica, no tener demanda en el mercado, tener demasiada competencia o estar pasado de moda.